# Hedwig von Gutenstein
Hedwig von Gutenstein (* unbekannt; † vermutlich 1285 in Wald) war eine Zisterzienserin und Äbtissin.

## Leben
Hedwig von Gutenstein gehörte (wahrscheinlich) zu der staufischen Reichsministerialienfamilie aus Gutenstein, deren Brüder Konrad und Werner von Gutenstein als Zeugen bei der Gründung des Klosters Wald im Walder Stiftungsbrief von 1212 genannt wurden. Zumindest bis zum 1. August 1279 war sie Klostervorsteherin des Zisterzienserordens im Kloster Wald.